# Robert Geher

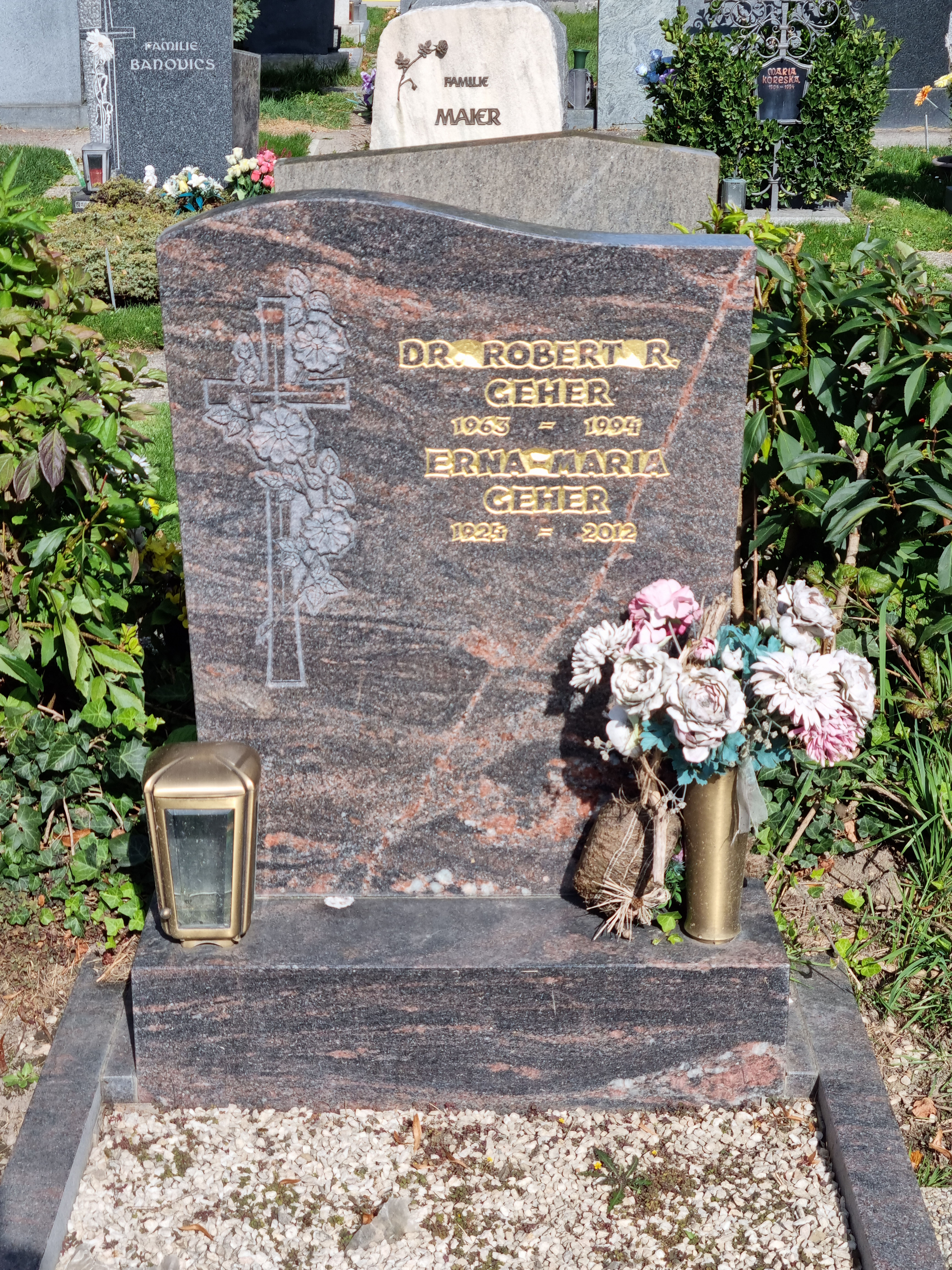
Grab von Robert Geher am Inzersdorfer Friedhof

Robert Geher (* 20. September 1963; † 21. Mai 1994 in Wien) war ein österreichischer Soziologe und Chronist der Unterwelt.

## Leben und Werk
Das Studium der Soziologie an der Universität Wien schloss Geher 1990 mit einer Dissertation über den Brenner-Kreis ab. Sein Doktorvater war Roland Girtler. Danach widmete sich Geher der Feldforschung in Wiens Unterwelt und zwar mittels der Methode der teilnehmenden Beobachtung. Laut Eigenaussage brachte sie ihm einen Bauchstich und einen Streifschuss ein. Er spielte Billard und lernte Boxen, demonstrierte für Prostituierte und wurde – aufgrund seiner Tätowierungen – für einen Zuhälter gehalten, gründete Österreichs erste Boxzeitschrift und brachte für kurze Zeit auch ein Blatt für Prostituierte heraus.
Das Ergebnis seiner Recherchen erschien 1993 in Buchform mit dem Titel Wiener Blut oder Die Ehre der Strizzis. Dem Autor gelingt ein zentrales Werk, leicht lesbar, in harter, rasanter Sprache, "erdig, fallsüchtig, temporeich, personenbezogen". Es spannt einen breiten Bogen von den Anfängen der Zweiten Republik 1945 bis in die Gegenwart, skizziert Heinrich Gross, einen Schandfleck der österreichischen NS-Nichtaufarbeitung, zu dem Geher ein Archiv führte, beschreibt ungelöste Kriminalfälle, die Szene, Tatorte, handelnde Personen und die spärlichen Publikationen.
Gehers Biograph Marcus J. Oswald bezeichnet das Buch 2008 als Standardwerk in der Subkultur der Landesgerichte und der Anschlussräume, bemängelt jedoch, dass Geher (a) die Wiener Unterwelt als "homogene Gegenkultur" sah, die sie nicht wäre, und (b) unverschämt abgeschrieben habe. Oswald deckt zwei Plagiate auf: Geher plagiierte in seinem Buch jeweils einen Artikel von Peter Michael Lingens (über Heinz Sobotas Buch Der Minusmann) und von Reinhard Tramontana (über die Wiener Praterstrasse), beide erschienen im Magazin profil. Wortgleichheit 80 bzw. 95 %. Lingens publizierte übrigens als Chefredakteur des profil in den 1980er Jahren eine Reihe von Artikeln Gehers.
Das Buch wurde im Strip-Lokal Maxim präsentiert, wobei die Gästeschaft ein breites Spektrum umfasste, vom Sicherheitsdirektor und dem Doktorvater, über Gerti Senger und Adi Hirschal bis zu zahlreichen leichtgekleideten Damen und dem Strichfilosofen und Freund des Autors, Freddy Rabak, der gerade aus dem Gefängnis entlassen worden war. Die Resonanz auf Gehers Buch war ebenso weitgefächert. In der Wiener Zeitung wurde es einmal als "ein hinreißendes Buch über die Wiener Unterwelt" gefeiert, ein anderes Mal als "gedankenlos" abgetan.

„Hier schrieb ein Autor über das „Wiener Milieu“, der Gardemaß besaß, einen akademischen Grad, ein antikes Kinn und eine Haarpracht, mit der er als Disco-König durchgegangen wäre. Einer, der Krafttraining machte, tätowiert war, elegant und gebildet wirkte und den Zeigefinger des Oberlehrers krumm ließ. Solche Buchautoren kommen alle Jahrzehnte einmal. Nun war Geher da. Das war 1993.“

Am 8. März 1994 gab es einen Club 2 zum Buch. Der Autor diskutierte dort mit einem Häfenpoeten, einem Bordellbetreiber, der Familienministerin, einer Bardame und Udo Jesionek. Geher selbst war zu diesem Zeitpunkt bereits sichtlich gezeichnet von seinem Kokain-Konsum.
Am 22. Mai 1994 wurden Robert Geher und seine Frau Iris tot in ihrer Wohnung aufgefunden:

„Eine Kugel steckte in der Doktorurkunde an der Wand. Eine weitere Kugel durchlöcherte den Kopf seiner Frau, die auf der Couch saß. Eine Kugel steckte im Kopf Gehers. Eine weibliche Zeugin lief rechtzeitig aus der Wohnung. Nach der Tat gingen Spekulationen. Sein Computer war weg und kam erst geleert wieder zurück. Oberst Franz Kössler, damals Leiter der Spurensicherung, erinnert sich heute noch, dass der Tatort so aussah, dass man Bescheid wusste. Man fand Kokain zu Hauf in der Wohnung ... Man fand zwei Tote in der Wohnung und eine Blutspur am Gang, die nach oben führte. Die Kriminalisten befürchteten das Schlimmste, nämlich einen dritten Toten. Doch die Spur war eine Fluchtspur der dritten Person, eine Frau aus Fernost, die während der Tat in der Wohnung war.“

Die Tatwaffe war eine 38er Smith & Wesson. Die Mordkommission konnte keine Spuren von Fremdeinwirkung feststellen; offenbar handelte es sich um Gattenmord mit Anschlusssuizid im Affekt. Der Vater des Soziologen äußerte nach dem Ableben seines Sohnes jedoch die Überzeugung, Geher und seine Frau seien ermordet worden. Er habe Verträge für weitere Bücher gehabt. Wenige Tage vor seinem Tod hätte Geher das letzte Kapitel seines nächsten Buches – Galgenvögel – fertiggestellt. Es habe den Titel getragen: Es muss nicht immer Selbstmord sein. Inhalt wären die mysteriösen Todesfälle von Karl Lütgendorf und Heribert Apfalter gewesen, und sein Sohn habe beabsichtigt, die Täter zu nennen.
Galgenvögel erschien tatsächlich posthum im selben Jahr – ebenfalls in der Edition S. – als zweites Buch Gehers. Von Freunden wurden die wenigen verbliebenen Notizen des Verstorbenen rekonstruiert. Das Buch enthält in der vorliegenden Fassung kleine Essays, kurze Arbeiten, die bereits in Zeitungen erschienen waren, Beiträge zur Geschichte der Kriminalistik in Wien, wiederum zu Heinrich Gross, zur Fingerabdruckkunde und zum Mord als eine schöne Kunst betrachtet (On Murder Considered as one of the Fine Arts (1827)) von Thomas De Quincey.

„Kriminalgeschichten sind moralische Lüftungs- und Ventileinrichtungen einer Kultur.“

1996 sperrte die Edition S. zu. Das Buch landete im Abverkauf.
Robert Geher wurde in Wien auf dem Inzersdorfer Friedhof (Gruppe 16, Reihe 8, Nummer 6) bestattet.

## Publikationen
- Der "Brenner"-Kreis. Ein Beitrag zur Geschichte der Kulturzeitschrift. Wien: Universität Wien, Dissertation 1990.
- Wiener Blut oder Die Ehre der Strizzis. Eine Geschichte der Wiener Unterwelt nach 1945. Wien: Verlag der  Österreichischen Staatsdruckerei (Edition S) 1993.
- Galgenvögel – Die im Dunkeln kriegt man nicht. Ungeklärte Kriminalfälle nach 1945. Aus dem Nachlass hrsg. von Manfred A. Schmid. Wien: Verlag der  Österreichischen Staatsdruckerei (Edition S) 1994.